# Aristobrotica bowditchi
Aristobrotica bowditchi es un coleóptero de la familia Chrysomelidae. Fue descrita científicamente por primera vez en 1958 por Bechyne.